# Малое мадридское дерби
Малое мадридское дерби-это футбольные матчи между командами «Атлетико», «Реал Мадрид» и «Райо Вальекано», представляющими Мадрид, в рамках чемпионата Испании. Среди трех клубов наименьшее значение представляет Райо-Вальекано, занимающий четвертое место по количеству болельщиков среди мадридских клубов, играющих в Ла Лиге.

## Противостояние с «Атлетико Мадрид»
В 50-е годы Атлетико оказывал помощь Райо-Вальекано и считается дружественным клубом по отношению к фанатам «Райистас». Противостояние носит добрососедский характер и молодые игроки «Атлетико» отправляются в «Райо» за игровой практикой в аренду. 
История противостояний «Райо-Вальекано» и «Атлетико Мадрид» насчитывает 48 матчей и ведет свою историю  с 1978 года. За этот период «матрасники» выиграли 27 матчей, 12 матчей свели вничью и проиграли всего 9 матчей. Самый крупный счет в пользу Атлетико зафиксирован 28 августа 2023 года, когда «матрасники» в гостях разгромили оппонентов 0:7. Дважды зафиксирована результативная ничья со счетом 4:4. «Райо» дважды крупно обыгрывал со счетом 4:1 и 3:0 соответственно.  Наиболее результативным игроком, многократно отличившимся в дерби, является Антуан Гризманн у Атлетико с 9 голами.

## Противостояние с «Реалом»
Противостояние с Реалом несет собой политический подтекст: «Райистас» оказывают поддержку сторонники левых политических взглядов, преимущественно из рабочих кварталов, «Галактикос» поддерживают фанаты с ультраправыми политическими взглядами. За всю историю существования Райо Вальекано не один из футболистов «Райистас» не перешел в «Реал Мадрид» напрямую. Однако клуб с юга испанской столицы тренировали  именитые футболист «Галактикос» Альфредо ди Стефано и Юлен Лопетеги.
История противостояний со «Сливочными» так же складывается не в пользу «Райистас»: из 45 матчей клуб с рабочих окраин смог одержать верх всего в 7 встречах, тогда как потерпел поражение в 32 матчах и всего лишь в 6 матчах сыграли вничью. Наиболее разгромное поражение «Реал» нанес «Райо» в 2015 году, когда в домашнем матче на Сантьяго Бернабеу победил со счетом 10:2. Это самый крупный счет в противостояниях между двумя мадридскими командами в историях обоих клубов в рамках чемпионатов Испании по футболу. Самый результативный игрок противостояний Арда Гюлер (Реал Мадрид). 

## См.также
- Мадридское дерби

- Южномадридское дерби